# Corbettia pauliani
Corbettia pauliani là một loài côn trùng cánh nửa trong họ Aleyrodidae, phân họ Aleyrodinae.
Corbettia pauliani được Cohic miêu tả khoa học đầu tiên năm 1966.